# Chất hoạt diện phổi (dược phẩm)
Chất hoạt diện phổi hay chất hoạt động bề mặt phổi là một chất có thể được sử dụng với vai trò một loại thuốc để điều trị và ngăn ngừa hội chứng suy hô hấp ở trẻ sơ sinh. Việc phòng ngừa thường được thực hiện ở những trẻ sinh ra dưới 32 tuần tuổi thai. Thuốc được đưa vào cơ thể qua ống nội khí quản.  Các hiệu ứng sẽ xuất hiện nhanh chóng. Việc chữa trị có thể sẽ cần một số lượng liều.
Các tác dụng phụ có thể bao gồm nhịp tim chậm và mức oxy thấp. Việc sử dụng nó cũng có liên quan đến chảy máu nội sọ. Chất hoạt diện phổi có thể được phân lập từ phổi của bò hoặc lợn hoặc được sản xuất nhân tạo.
Chất hoạt diện phổi được phát hiện vào những năm 1950 và một phiên bản được sản xuất đã được phê duyệt để sử dụng y tế tại Hoa Kỳ vào năm 1990. Nó nằm trong danh sách các thuốc thiết yếu của Tổ chức Y tế Thế giới, tức là nhóm các loại thuốc hiệu quả và an toàn nhất cần thiết trong một hệ thống y tế. Tại Vương quốc Anh, chi phí trả cho NHS là từ 281,64 đến 547,40 pao mỗi liều.

## Sử dụng
Chất hoạt diện phổi được sử dụng để điều trị và ngăn ngừa hội chứng suy hô hấp ở trẻ sơ sinh. Phòng ngừa thường được thực hiện ở những trẻ sinh ra dưới 32 tuần tuổi thai. Bằng chứng dự kiến hỗ trợ việc sử dụng thuốc cho các trường hợp chết đuối.